# Chan Koonchung
Chan Koonchung (en xinès tradicional: 陳冠中; en xinès simplificat: 陈冠中; en pinyin: Chénguānzhōng) (Xangai, 1952) és un escriptor i cineasta xinès.
Educat a Hong Kong, on es trasllada als quatre anys quan la seva família fuig de la revolució comunista, ha estudiat a les universitats de Hong Kong i Boston.
El 1976 va fundar la revista cultural Hao Wai (City Magazine), una publicació mensual. Preocupat pels temes del medi ambient va crear el grup Green Power i va ser directiu de Greenpeace.
És fundador i president de l'ONG Minjian International, que relaciona els intel·lectuals de la Xina amb els de la resta de l'Àsia i l'Àfrica. Va fundar la revista mensual City i ha produït pel·lícules a Hong Kong i als Estats Units, entre altres la pel·lícula Hong Kong 1941.

## Obres[5]

### En anglès
- The Fat Years (2009)
- Bohemian China (assaig, Oxford 2003)
- Hong Kong's Unfinished Experiment (assaig, Compass Books, 2001)
- Notes on a Hybrid City (assaig, Youth Literary Book Store, 2000)
- Nothing Happened (novel·la, Youth Literary Book Store, 1999)
- Story of a President (novel·la, Crown, 1996)
- The Tanning of Hong Kong (assaig, Publication Holding, 1986)
- Marxism and Literary Criticism (tractat, autopublicació 1982)

### En català
- Anys de prosperitat (la Campana) ISBN 978-84-96735-63-7